# Đại hội Uyghur Thế giới
Đại hội Uyghur Thế giới (tiếng Uyghur: دۇنيا ئۇيغۇر قۇرۇلتىيى, chuyển tự Latin: Dunya Uyghur Qurultiyi, chữ Uyghur Cyrill: Дунйа Уйғур Қурултийи), viết tắt theo tiếng Anh là WUC (World Uyghur Congress), là tổ chức quốc tế của những người Uyghur lưu vong "đại diện cho lợi ích tập thể của người Uyghur"  cả trong và ngoài Khu tự trị Tân Cương (còn gọi là Đông Turkestan) thuộc Cộng hòa Nhân dân Trung Hoa.
Đại hội Uyghur thế giới tự mô tả là một phong trào bất bạo động và hòa bình, phản đối những gì họ coi là sự chiếm đóng của Trung Quốc ở Đông Turkestan và ủng hộ việc bác bỏ chủ nghĩa toàn trị, không khoan dung tôn giáo và khủng bố như là một công cụ chính trị.
Đại hội được tài trợ một phần bởi Quỹ quốc gia hỗ trợ dân chủ (NED, National Endowment for Democracy) của Hoa Kỳ.
Đại hội được thành lập vào giữa tháng 4 năm 2004 tại một cuộc họp ở München, Đức, như một tập hợp của nhiều nhóm người Uyghur lưu vong, bao gồm Đại hội Thanh niên Uyghur Thế giới (WUYC, World Uyghur Youth Congress) và Đại hội Quốc gia Đông Turkestan (ETNC, East Turkestan National Congress). Đại hội cũng là tổ chức tham gia thành lập Tổ chức Nhân dân và Quốc gia chưa được đại diện (UNPO) năm 1991 tại Bỉ, và là thành viên đến ngày nay.
Chủ tịch Đại hội hiện là Dolkun Isa, được bầu tháng 11 năm 2017. Isa là một nhà hoạt động nổi tiếng người Uyghur, đã sống ở Đức từ năm 1996 sau khi chạy trốn khỏi Trung Quốc.